# Jacques de Molay
Jacques Bernard de Molay (Franco Condado de Borgoña, c. 1245 - 18 de marzo de 1314), conocido como Jacques de Molay (también, Molai), fue un noble franco-condal y el último gran maestre de la Orden del Temple, una orden militar fundada por Hugo de Payens y por otros caballeros que participaron en la Primera Cruzada, cuyo propósito era proteger a los peregrinos cristianos en Tierra Santa. Además, algunos eruditos en temas nobiliarios incluyen a Molay en la genealogía de Lonvy, al ser Molay una población del Señorío de Rahon, propiedad del padre de Jacques de Molay.[cita requerida]

## Biografía
Jacques Bernard de Molay nació en Molay (Franco Condado de Borgoña) entre 1245 y 1250 (aunque hay ciertas versiones que especifican que fue en el año 1243 y otros en el 1244, en la ciudad de Vitrey, departamento de Haute Sâone), hijo de Juan, Señor de Lonvy, heredero de Mathe y Señor de Rahon, gran población cerca de Dôle, de la cual dependían muchas otras, pero principalmente Molay, la que a su vez era una parroquia de la Diócesis de Besançon, en el Deanato de Nenblans.[cita requerida]
En 1265, en la ciudad de Beaune (Francia) entró en la Orden de los Pobres Caballeros de Cristo (más tarde llamados Caballeros del Templo de Salomón), conocidos comúnmente como Caballeros Templarios u Orden del Temple, recibiéndole el Fraile Imbert de Perand, visitador de Francia y del Portu, en la capilla del Temple de la residencia de Beaune.[cita requerida]
En 1293, figura con el título de Gran Maestre tras la muerte de Thibaud Gaudin el 16 de abril de 1292. Así, se convirtió Jacques de Molay en el vigesimotercer y último Gran maestre de la Orden del Temple.[cita requerida]
Organizó entre 1293 y 1305 múltiples expediciones contra los musulmanes y logró entrar en Jerusalén en 1298, derrotando al sultán de Egipto, Malej Nacer, en 1299, cerca de la ciudad de Emesa. En 1300 organizó una incursión contra Alejandría y estuvo a punto de recuperar la ciudad de Tartus, en la costa siria, pero fue derrotado.[cita requerida]
En 1306, tras la expulsión de los judíos, el estado de la economía francesa rozaba la ruina. El rey Felipe IV había pedido varios préstamos a la Orden del Temple, que no podía devolver. Por este motivo, hizo devaluar la moneda varias veces, ante el disgusto de sus súbditos. El monarca, desesperado, hizo correr la voz de que los templarios tenían un comportamiento poco cristiano y junto con Guillaume de Nogaret, un personaje sin escrúpulos, y el confesor real Guillem Imbert urdió un plan para destruir a la Orden y quedarse con sus bienes.[cita requerida]
En 1307, el Papa Clemente V, Beltrán de Goth y el rey de Francia, Felipe IV, ordenaron la detención de Jacques de Molay y de los demás caballeros, bajo la acusación de sacrilegio contra la Santa Cruz, simonía, herejía e idolatría hacia Baphomet y Lucifer. Molay declaró y reconoció, bajo tortura, los cargos que le habían sido impuestos; aunque con posterioridad se retractó, y por ello en 1314 fue quemado vivo en la hoguera, a unos 700 metros de la Catedral de Notre-Dame en la punta opuesta de la Île de la Cité, en un pequeño islote que entonces existía llamado "Isla de los Judíos", que con el paso de los siglos y la sedimentación del río Sena quedó unido a la isla principal; donde nuevamente volvió a retractarse, en forma pública, de cuantas acusaciones se había visto obligado a admitir, proclamando la inocencia de la Orden y, según la leyenda, maldiciendo a los culpables de la conspiración:

Dios sabe quién se equivoca y ha pecado y la desgracia se abatirá pronto sobre aquellos que nos han condenado sin razón. Dios vengará nuestra muerte. Señor, sabed que, en verdad, todos aquellos que nos son contrarios, por nosotros van a sufrir. Clemente, y tú también Felipe, traidores a la palabra dada, ¡os emplazo a los dos ante el Tribunal de Dios!... A ti, Clemente, antes de cuarenta días, y a ti, Felipe, dentro de este año...

En el plazo de un año, dicha supuesta maldición se cumplióː primero con la muerte de Clemente V el 20 de abril de 1314, luego con el fallecimiento de Felipe IV (que según Maurice Druon murió a causa de un accidente durante una partida de caza el 29 de noviembre de 1314) y finalmente con la muerte de Guillermo de Nogaret, quien fue envenenado ese mismo año.[cita requerida]
| Predecesor: Thibaud Gaudin | Gran maestre de la Orden del Temple 1292 - 1314 | Sucesor: - |

## Jacques de Molay en la cultura popular
El grupo asturiano de heavy metal, Warcry, en su disco "Inmortal" del año 2013; en la canción que lleva por nombre "La Maldición del Templario", nos narra la historia de Jacques de Molay y su final.
De igual forma, Jacques de Molay hace una aparición como uno de los personajes de la secuencia de arranque en el videojuego Assassin's Creed: Unity, en la que se muestra una versión ficcionada del asalto a la fortaleza del Temple y la muerte en la hoguera de Jacques de Molay, dónde pronuncia su famosa maldición.
Jacques de Molay de igual manera es un Servant en el juego de celular Fate/Grand Order. Apareciendo como un Servant limitado de clase Foreigner.